# Briscoe megye
Briscoe megye az Amerikai Egyesült Államokban, azon belül Texas államban található. Megyeszékhelye és legnagyobb városa Silverton. Lakosainak száma 1435 fő (2020. április 1.). Briscoe megye Armstrong, Floyd, Swisher, Motley, Donley és Hall megyékkel határos.

## Népesség
A megye népességének változása:
| Lakosok száma | 1624 | 1635 | 1543 | 1537 | 1505 | 1435 |
|               | 2010 | 2011 | 2012 | 2013 | 2015 | 2020 |